# 2023年北京地铁追尾事故
2023年北京地铁追尾事故，北京市应急管理局命名为北京地铁昌平线“12·14”列车追尾事故，是一起于2023年12月14日18时57分发生在北京地铁昌平线西二旗站至生命科学园站上行区间的交通意外，據報共造成515人送院检查，其中130人骨折，3人重伤、70人轻伤，无人死亡，直接经济损失约950.8万元人民币，本起事故被定性为“造成多人受伤的生产安全责任事故”。

## 事故经过
2023年12月14日18时57分，昌平线西二旗站至生命科学园站间第三轨断电，部分列车在区间内发生“车辆故障”。后有多张现场照片及视频显示，CP024与CP032两列车在北京北动车运用所以西的昌平线上行（昌平西山口方向）路轨发生追尾，具体在二拨子新村和龙域社区公园中间处，京新高速航天城二桥以东，列车车厢间发生挤压、断裂、分离，有部分乘客受伤。
三立新闻报道引述道，有乘客表示，當時照明設備全熄滅，一片黑暗，事發當下聽到巨大的爆裂聲響，隨後就發生車廂分離事故。有小孩被嚇哭，有孕婦被人壓到腿部骨折。
根据端传媒报道引述亲身经历者描述，现场有数名乘客躺在地上等待救援，其中数人目测已骨折，亦有伤者大叫；当时可见从清河站到生命科学园站的区间都已经断电，没有伤情的乘客沿铁轨边的紧急通道，在大雪中徒步至西二旗站、生命科学园站或清河站疏散离开，“路上有不少抬着担架的应急救援人员赶去现场”。
有亲历乘客表示事发时有七八名乘客摔下车厢。有女乘客头部受伤流血并感觉胸腔受震不适，事后就医缝了三针、有乘客飞出去一米多远、有男孩当场半昏迷；有乘客表示，撤离到西二旗站后的情形更加混乱，不同来向的人聚在车站，没人告知要前往哪里，最后向交警求助，随出站人流上了分流大巴，但由于人流过大，大巴被堵，只好下车拦截过往私家车，请求顺路带到其他能打车的地方。

## 事故处理与救援
事故发生后，13号线西二旗站临时封站停止运营，列车过站不停，之后又恢复运营，地铁救援人员将乘客疏散至西二旗站并提供保暖与救助物品。中共中央政治局委员兼中共北京市委书记尹力、市委副书记兼市长殷勇等赶赴事故现场处置。有关部门安排了接驳大巴到沙河站，現場有上千人滯留。22时34分，事故现场已疏散完毕，当时初步结果显示此次事故共导致30余人受伤，无人员死亡，且伤员正陆续送往医院治疗，由积水潭医院新龙泽院区收治。23时，北京地铁在微博就该事件作出道歉。事后通报称共有515人送医院检查，事后调查报告显示有130人骨折。

## 事故后续

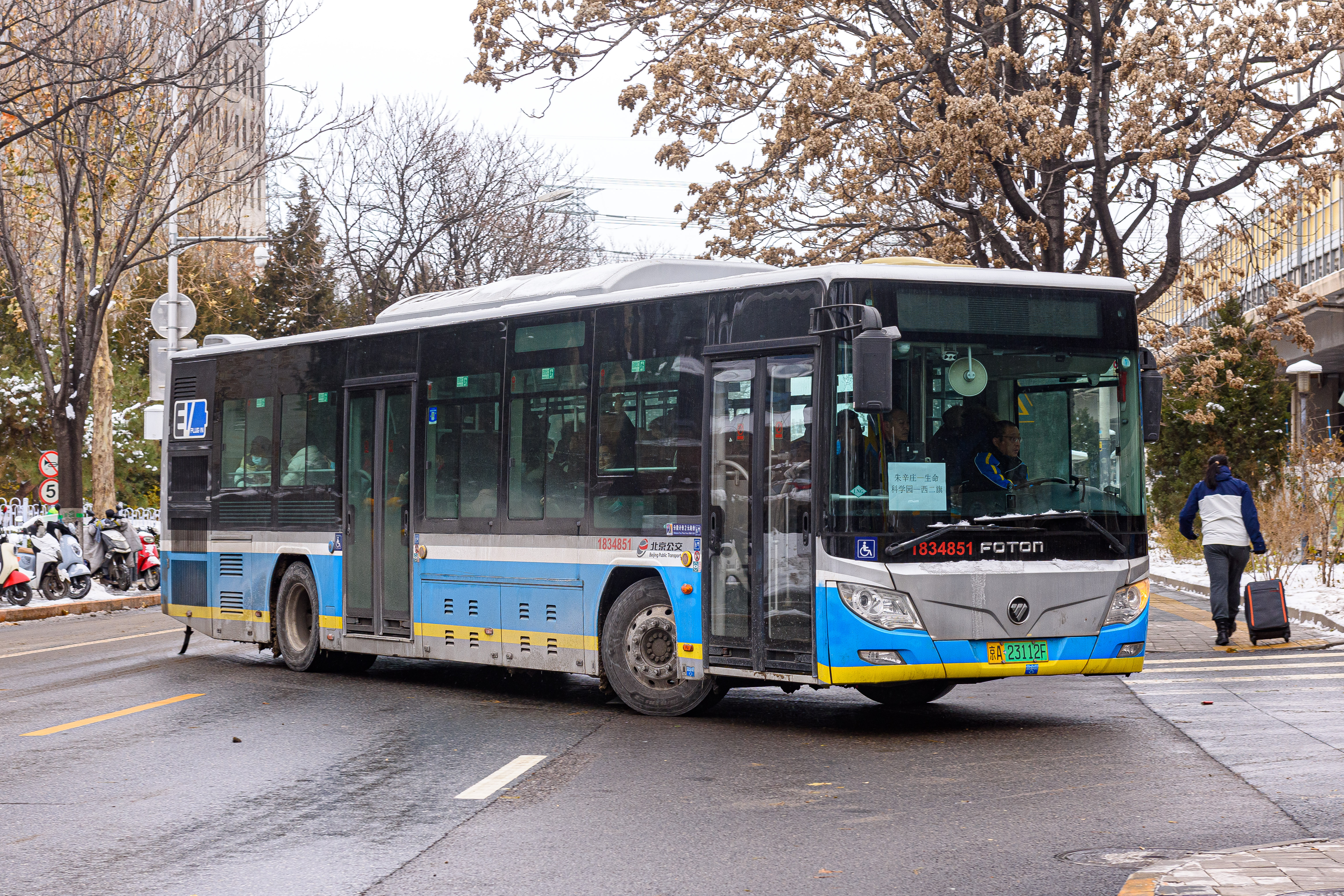
2023年12月15日，北京公交第一客运分公司于北京地铁昌平线追尾事故次日在朱辛庄站与西二旗站间开行免费摆渡专线

事故发生后，昌平线维持朱辛庄站至昌平西山口站间、西土城站至学知园站间的有限度运营服务。由于事故发生地的条件限制，事故列车未能及时撤离，因此在12月15日，昌平线仍维持分段运营，南段的北端折返站由清河站改至西二旗站，朱辛庄-西二旗间开行免费摆渡专线。此前被封闭的13号线西二旗站于12月15日首班车起恢复运营。
12月15日晚，涉事列车被逐步移回停车场。其中11节车厢（CP0241-CP0246与CP0321-CP0325）由轨道车拖回定泗路停车场，CP0326被吊装后运回定泗路停车场，其中6节车厢（CP0241-CP0246）存放在露天试车线上。调查结果公布后，12节车厢均停泊于定泗路停车场内，未获任何维修或其他处置计划。
受事故影响的西二旗-朱辛庄段于12月16日首班车起恢复运营。北京地铁其他地面和高架线路12月15日当天均采用人工驾驶模式，并降速运行，发车间隔有所增大。

## 调查结果
根据北京市交通委员会12月15日中午发布的初步调查进展，当时因雪天轨滑导致前车（CP024）信号降级，紧急制动停车，后车（CP032）因地处下坡地段未能有效制动，与前车发生追尾。
而另外一份引述更详细的原因，为CP024的更前一辆CP059因路轨降雪打滑而信号降级，CP024在信号机前正常等待放行，CP032在ATP防护下人工驶出西二旗站，在速度92km/h时触发了紧急制动，由于路轨降雪打滑，制动距离变长，CP032刹车不及，撞上CP024。
2024年2月5日，北京市应急管理局公布了此事故的调查报告。该报告列出的事发原因包括雪天因素导致列车制动距离延长，北京市地铁运营有限公司在北京地区暴雪橙色预警期间应对措施落实不到位，地铁昌平线当值行车调度员处置不当，032车司机操作不当，且排除人为故意嫌疑、线路设计不符合标准、车辆故障、供电故障、信号设备故障、列车运行违规等因素。
根据调查报告，北京市地铁运营有限公司在事发前近三年未针对雪天、区间疏散、列车追尾开展应急演练，运营四分公司也未按规定频次开展雪天、区间疏散及列车追尾等应急演练。作为交通运输行业监管部门的北京市交通委员会2023年也并未会同相关部门开展轨道交通运营突发事件专项应急预案实战演练。
此事故导致北京市地铁运营有限公司调度指挥中心主任、运营四分公司经理被免职，调度指挥中心第一行车调度所主任被撤销党内职务、政务撤职。

## 评价与反响
端傳媒記者認為地铁大建设后经营维护成议题，在报道中提到中共北京市委召开的月度工作点评会上，地铁运营公司表示虽然完成了控制成本提升效益的目标，但“列车运行安全管理”等方面仍存在不足，并引述数据表示人均运营成本约是人均票价的3倍。
南方都市报質疑在暴雪寒潮的极端恶劣天气之下，有关部门是否有作出适当的措施来确保列车运行的安全。现场缺乏引导，交通瘫痪，应急工作仍需更细致，不可脱節。